# Apriyani Rahayu
Apriyani Rahayu   (Konawe, Indonèsia, 29 d'abril de 1998) és una jugador de bàdminton indonèsia. Ha participat en 1 Olimpíada, guanyant la medalla d'or en la prova per equips (juntament amb la seva compatriota Greysia Polii) dels Jocs Olímpics de Tòquio 2020. A més, ha guanyat 2 medalles de bronze en la prova d'equips dels Campionats del Món.

## Trajectòria professional
| Jocs Olímpics     | Jocs Olímpics | Jocs Olímpics | Jocs Olímpics |
| Any               | Seu           | Posició       | Categoria     |
| ----------------- | ------------- | ------------- | ------------- |
| 2020              | Tòquio        | 1             | Equips femení |
| Campionat del món |               |               |               |
| 2018              | Nanquín       | 3             | Equips femení |
| 2019              | Basilea       | 3             | Equips femení |
| 2021              | Huelva        | 1/16 de final | Equips femení |
| Campionat d'Àsia  |               |               |               |
| 2018              | Wuhan         | 1/4 de final  | Equips femení |
| 2019              | Wuhan         | 1/16 de final | Equips femení |